# Synagoge Friedberger Anlage

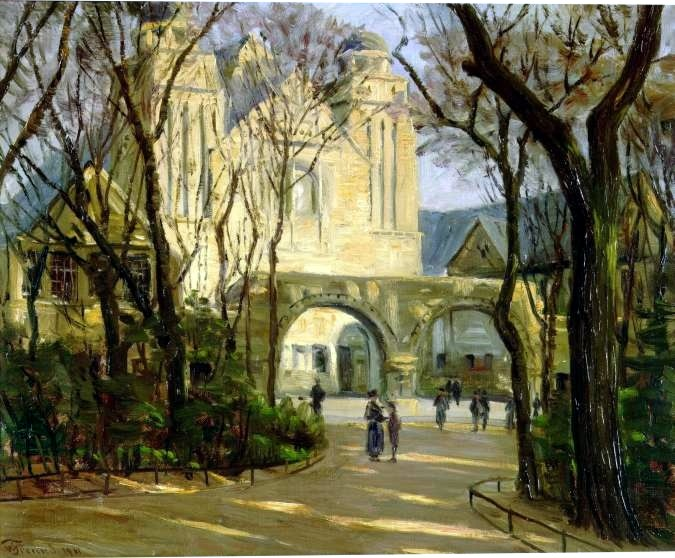
Synagoge Friedberger Anlage,
Gemälde von Wilhelm Freund (1860–1937)

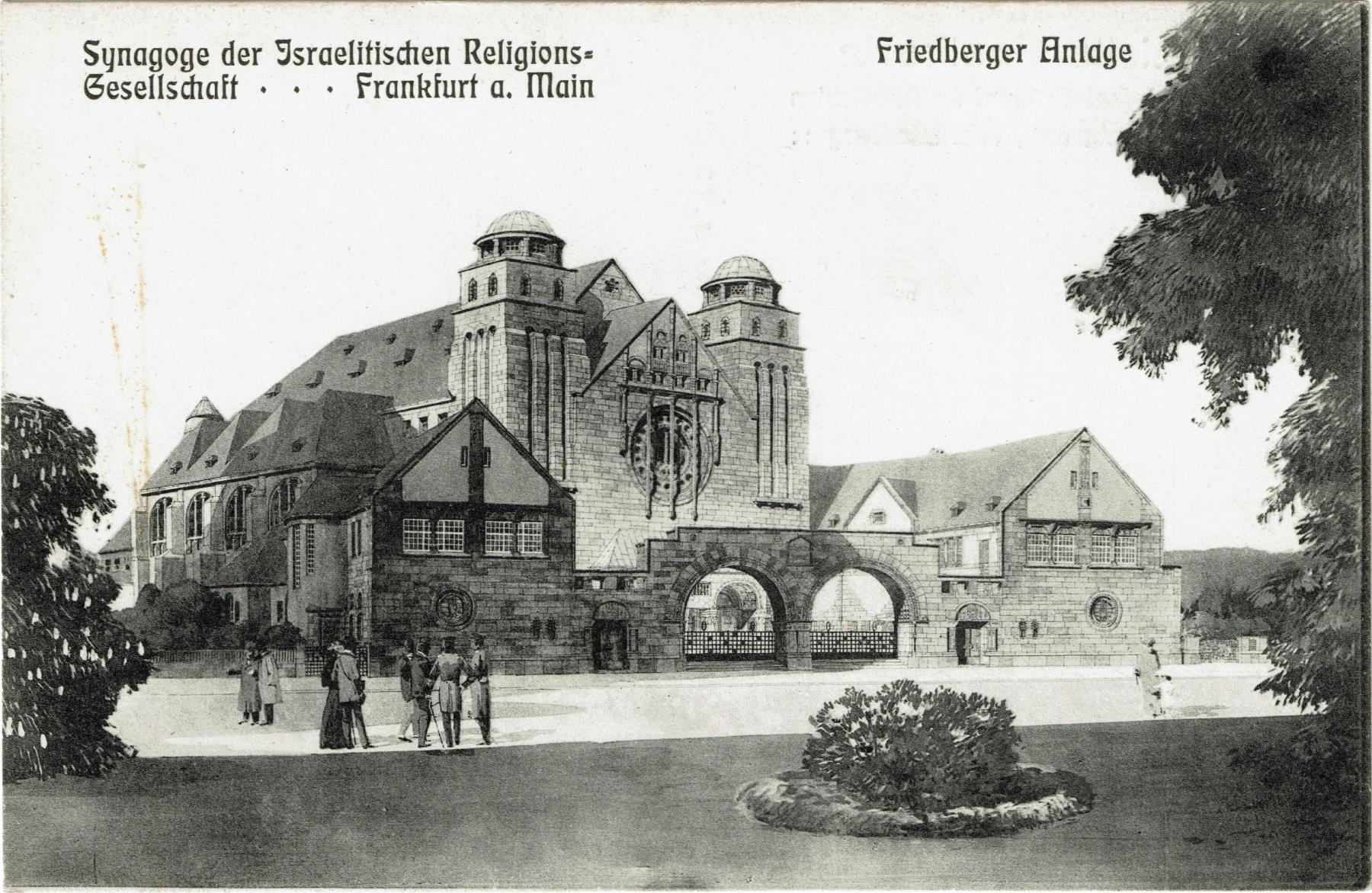
Synagoge Friedberger Anlage,
zeitgenössische Ansichtskarte

Die Synagoge Friedberger Anlage war eine im Jahr 1907 fertiggestellte Synagoge in Frankfurt am Main, Friedberger Anlage 6. Mit 1600 Plätzen war sie der größte jüdische Sakralbau in Frankfurt. Ihre Architektur war gekennzeichnet vom Übergangsstil der Reformarchitektur mit Elementen der Neoromanik und des Orientalismus. Die Synagoge wurde bei den Novemberpogromen 1938 von nationalsozialistischen Brandstiftern vorsätzlich zerstört und anschließend abgetragen. Ein im Zweiten Weltkrieg an ihrer Stelle errichteter Hochbunker und der Vorplatz dienen heute als Erinnerungsstätte.

## Geschichte

### Vorgeschichte
Von 1853 bis 1855 ließ die 1851 vom Rabbiner Samson Raphael Hirsch begründete orthodoxe Israelitische Religionsgesellschaft ihre erste Synagoge an der Schützenstraße errichten. Sie hatte anfangs 500 Sitzplätze, nach einer Erweiterung 1873/1874 nahezu 1000. Trotzdem war sie für die gewachsene Gemeinde Ende des 19. Jahrhunderts zu klein geworden. Zur Finanzierung eines Neubaus rief die Gemeinde ihre Mitglieder zu Spenden auf. In kurzer Zeit kamen 150.000 Mark zusammen, die größte Einzelspende stammte vom Bankier Wilhelm Carl von Rothschild.
Dadurch ermutigt, lobte die Gemeinde Dezember 1903 oder Anfang Januar 1904 einen Architekturwettbewerb für den Bau einer neuen Synagoge an der Friedberger Anlage aus. Der Neubau sollte mindestens 1000 Plätze für Männer und 600 für Frauen erhalten, dazu 60 Plätze für Sänger. Der neue Standort lag im Ostend, einem bevorzugten Wohnviertel der orthodoxen Gemeindeglieder. 
Es gingen 129 Entwürfe ein. In der Jury saß unter anderem Karl Hofmann. Der mit dem 1. Preis ausgezeichnete Entwurf von Josef Reuters und Carl Friedenthal (Berlin) sah einen von einer hohen Kuppel gekrönten Zentralbau vor. Den 2. Preis erhielt der Entwurf von Fritz Hessemer und Johannes von Schmidt (München). Die Gemeinde wählte jedoch im Oktober 1904 den ursprünglich drittplatzierten Entwurf von Peter Jürgensen und Jürgen Bachmann (Berlin-Charlottenburg) aus. Er schien der Gemeinde besonders geglückt, weil er den Eingangsbau parallel zum Straßenverlauf ausrichtete, während der Hauptbau die aus liturgischen Gründen vorgeschriebene Ost-West-Richtung genau einhielt und sich gleichzeitig auch am besten in die Bebauung der Nachbargrundstücke einfügte.

### Bau
Die Grundsteinlegung erfolgte am 21. November 1905, das Gebäude wurde 1907 vollendet. Zur feierlichen Einweihung am 29. August 1907 erschienen Vertreter der Stadt und der preußischen Regierung sowie Abgesandte aus 35 jüdischen Gemeinden, darunter der israelitischen Hauptgemeinde in Frankfurt. Den Segen zur Einweihung sprach Rabbiner Salomon Breuer.

### Architektur

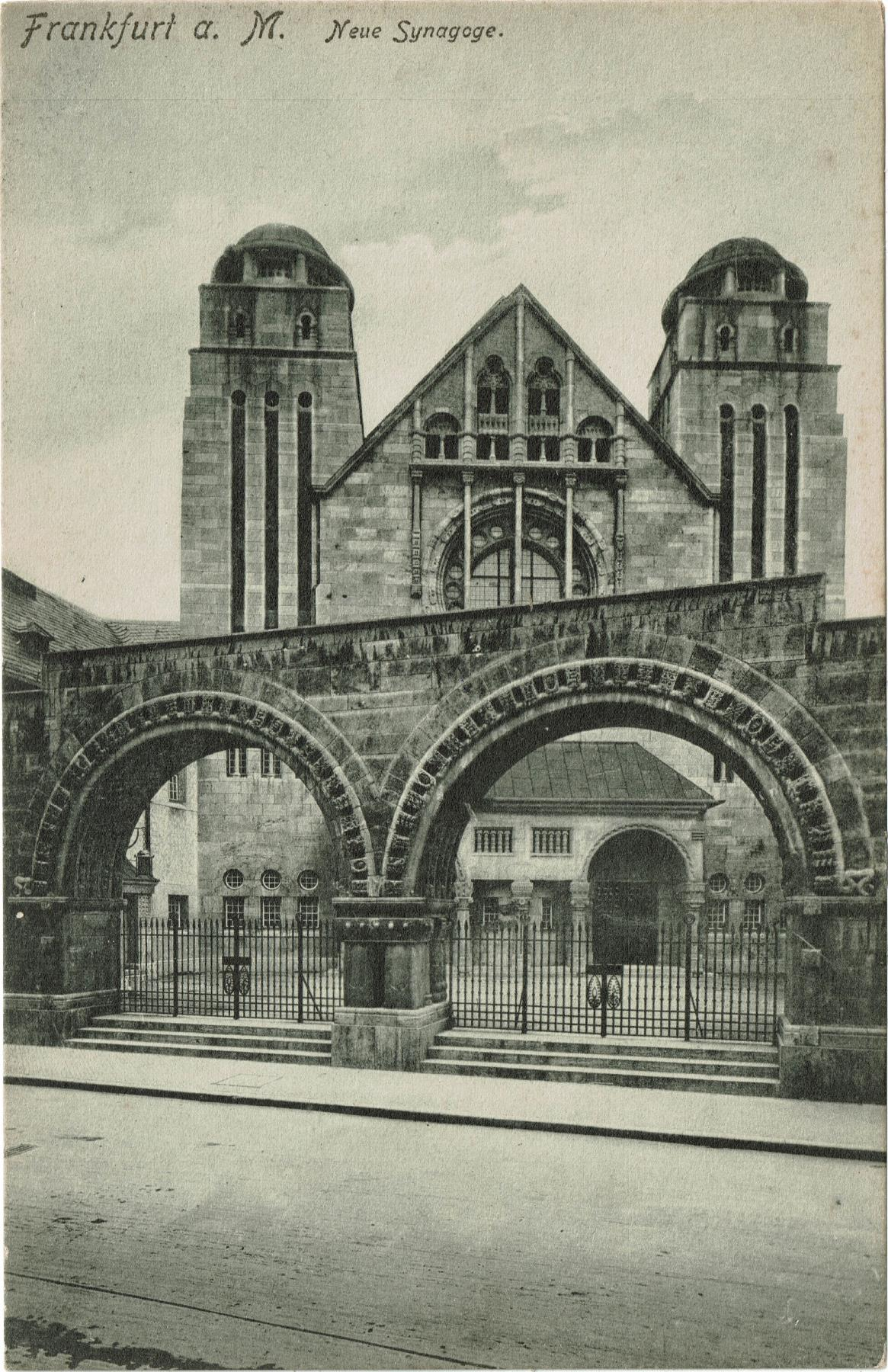
Außenansicht, Ansichtskarte

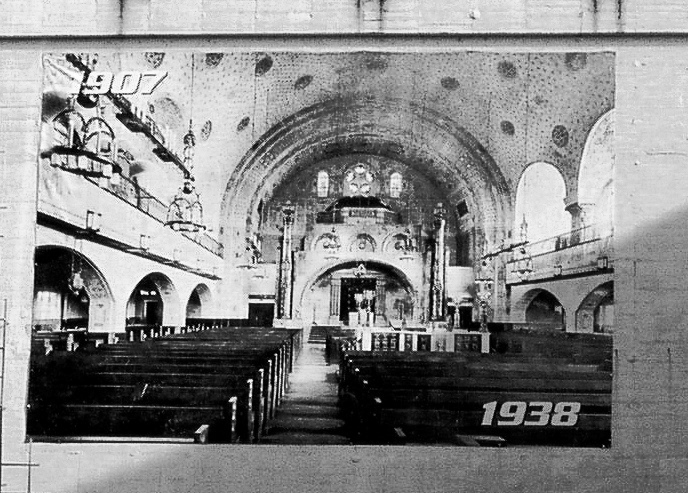
Innenansicht

Vor dem Hauptbau befand sich ein Vorhof mit zwei großen Portalen. Die Schaufassade zeigte einen Hauptgiebel mit Portalvorbau bestehend aus Hauptportalbögen. Durch den Portalvorbau erreichte man eine geräumige Männervorhalle mit Türen, die zu den Männergarderoben und zum Hauptraum für die Männer führten. Zu beiden Seiten der Hauptportalbögen befanden sich Vorhallen für die Frauen, die zu den Frauengarderoben und den Seitenemporen führten.
Der Hauptraum des jüdischen Sakralbaus wurde auf dem Grundriss mit der Form eines Rechtecks erbaut. Das Mittelschiff des Hauptraums zeigte ein Tonnengewölbe. Die Seitenemporen befanden sich in den Querschiffen, die als Stoßkappen hineinschnitten. An der Ostwand befand sich der Estradenaufbau mit Toraschrein aus Nassauer Marmor. In der Mitte befand sich der Almemor aus Kyrosmarmor mit Bronzefüllungen.

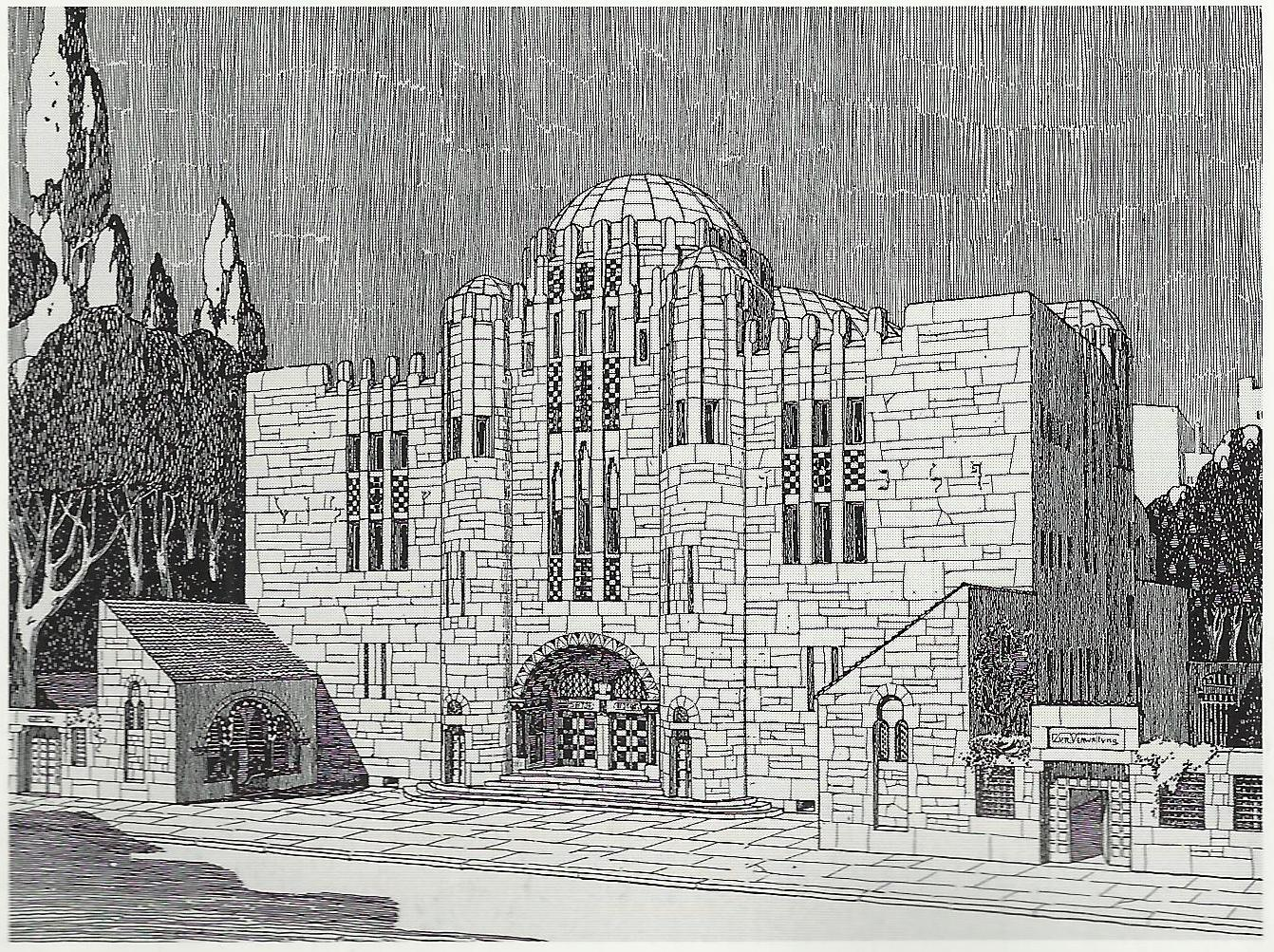
Nicht ausgeführter Entwurf von Wilhelm Freiherr von Tettau
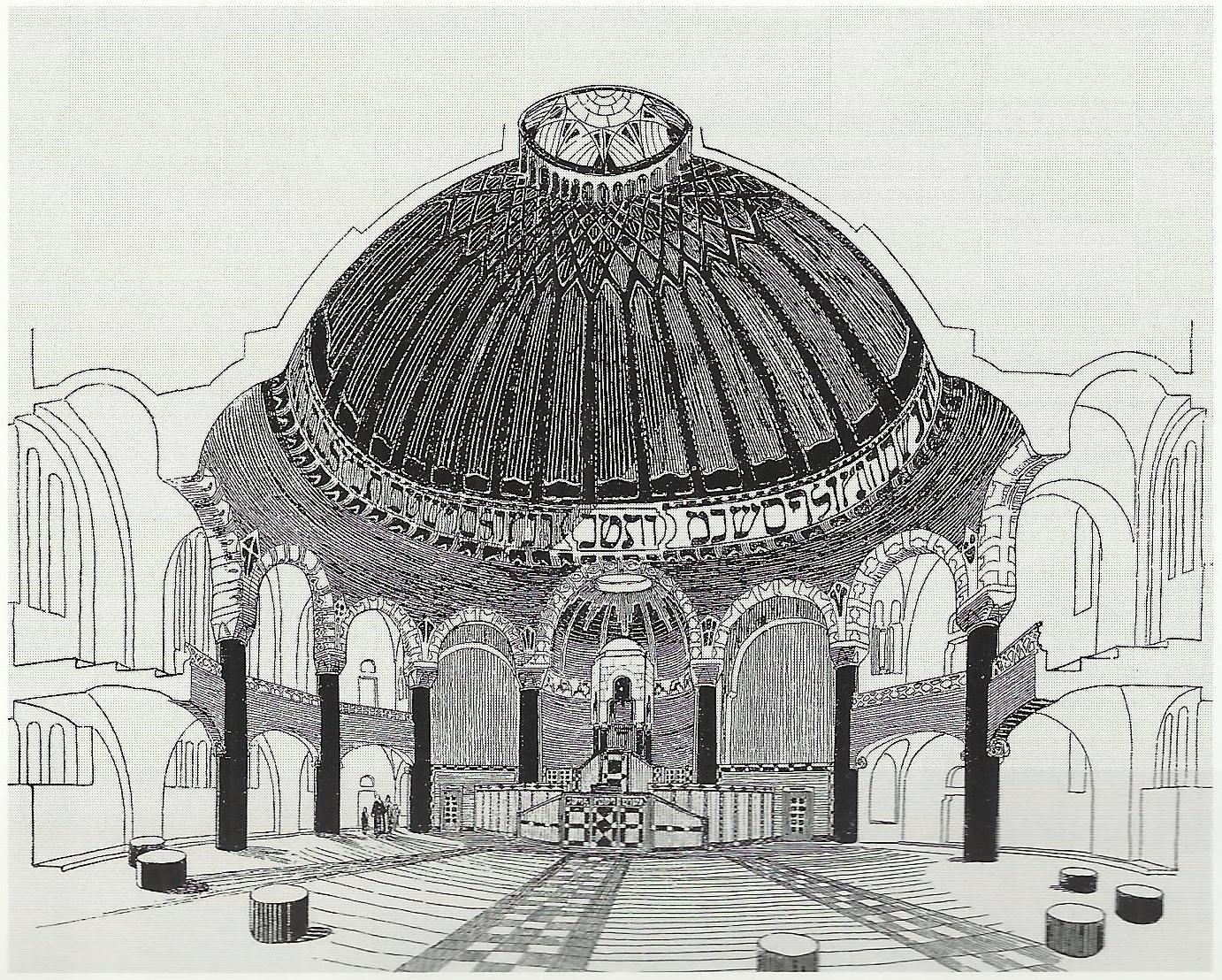
Nicht ausgeführter Entwurf von Wilhelm Freiherr von Tettau

### Zerstörung
Die Synagoge wurde im Rahmen der Novemberpogrome am 10. November 1938 Opfer einer von Nationalsozialisten organisierten Brandstiftung. Das in den frühen Morgenstunden gelegte Feuer konnte aber nur einen begrenzten Schaden anrichten. Daher wurde in den folgenden Tagen insgesamt viermal Feuer in der Synagoge gelegt, teilweise unter Verwendung von Benzinfässern. Die städtische Feuerwehr rückte jedes Mal aus, griff aber nicht ein. Am 11. November brachen Eindringlinge den Tresor mit Kultgegenständen auf und raubten ihn aus.
Der Gemeindevorstand erstattete Anzeige, woraufhin die Polizei gegen Juden als Brandstifter ermittelte. Auf polizeiliche Anweisung hin musste die israelitische Gemeinde wegen Einsturzgefahr das Gebäude abreißen lassen und dabei die Abbruchkosten übernehmen. Mit der endgültigen Zerstörung wurde am 17. November 1938 begonnen. Am 12. Juni 1939 war der Abbruch beendet. 
Nach den Novemberpogromen erzwang die Geheime Staatspolizei die Zusammenlegung der Israelitischen Gemeinde und der israelitischen Religionsgemeinschaft. Im Rahmen des Judenvertrags vom 3. April 1939 übertrug die jüdische Gemeinde 25 Liegenschaften zwangsweise an die Stadt Frankfurt, darunter das 3.138 Quadratmeter große Grundstück an der Friedberger Anlage. Der von der Stadt festgelegte Verkaufspreis von 20 Reichsmark je Quadratmeter reichte nicht einmal aus, um die Abbruchkosten der Synagoge zu decken.

### Der Hochbunker

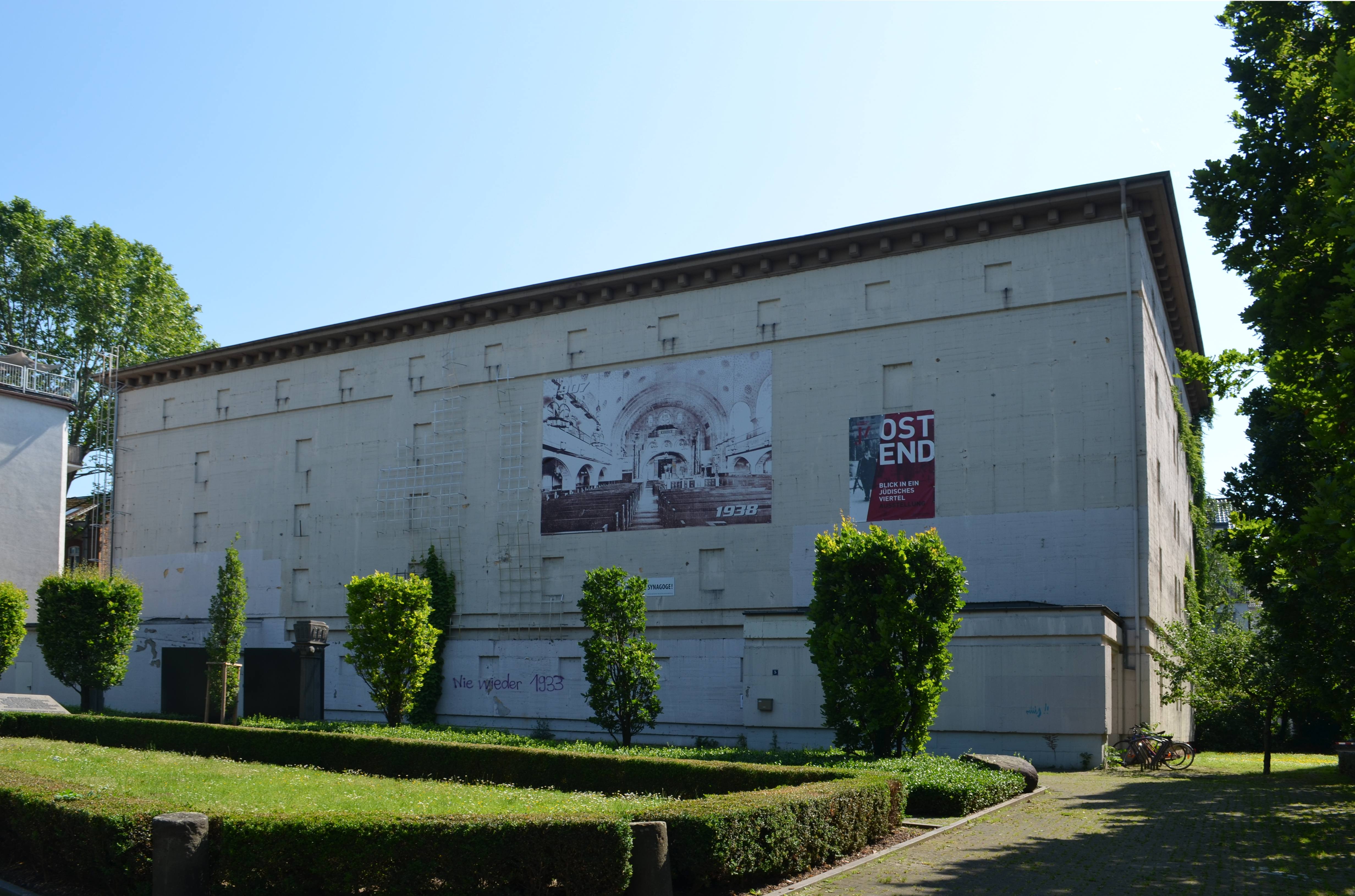
Hochbunker am Ort der 1938 zerstörten Synagoge

1942/1943 wurde ein fünfgeschossiger Hochbunker an Stelle der Synagoge erbaut. Bei den Luftangriffen auf Frankfurt am Main wurde das umliegende Ostend schwer zerstört, der Bunker blieb jedoch intakt.
Nach Kriegsende nutzte die Stadt die Bunker, um während des Kriegs ausgelagerte und in die zerstörte Stadt zurückgeführte Kulturgüter zu lagern. Der Bunker an der Friedberger Anlage diente ab 1947 als Büchermagazin für die Stadt- und Universitätsbibliothek. Anfang der 1950er Jahre beanspruchte die Jewish Restitution Successor Organization (JRSO) die Beseitigung des Bunkers und Rückerstattung des Grundstücks. Nach jahrelangen Verhandlungen mit der Stadt als Eigentümer des Grundstücks und der Bundesvermögensverwaltung als Eigentümer des Bunkers einigten sich die Parteien auf eine Entschädigung von 130.000 DM an die JRSO. Bunker und Grundstück gingen in das Eigentum der Bundesfinanzverwaltung über, die Stadt verpflichtete sich, vor dem Bunker eine dauerhafte Gedenkstätte für die Synagoge zu errichten.
1965 bezog die Stadt- und Universitätsbibliothek einen Neubau an der Bockenheimer Warte. Der Bunker wurde vermietet und diente von 1968 bis 1988 als Möbellager.

## Erinnerungsstätte

### Vorplatz
Auf dem Vorplatz des Bunkers befindet sich seit 1988 die von der Landschaftsarchitektin Jeannette Garnhartner gestaltete „Erinnerungsstätte Synagoge Friedberger Anlage“.

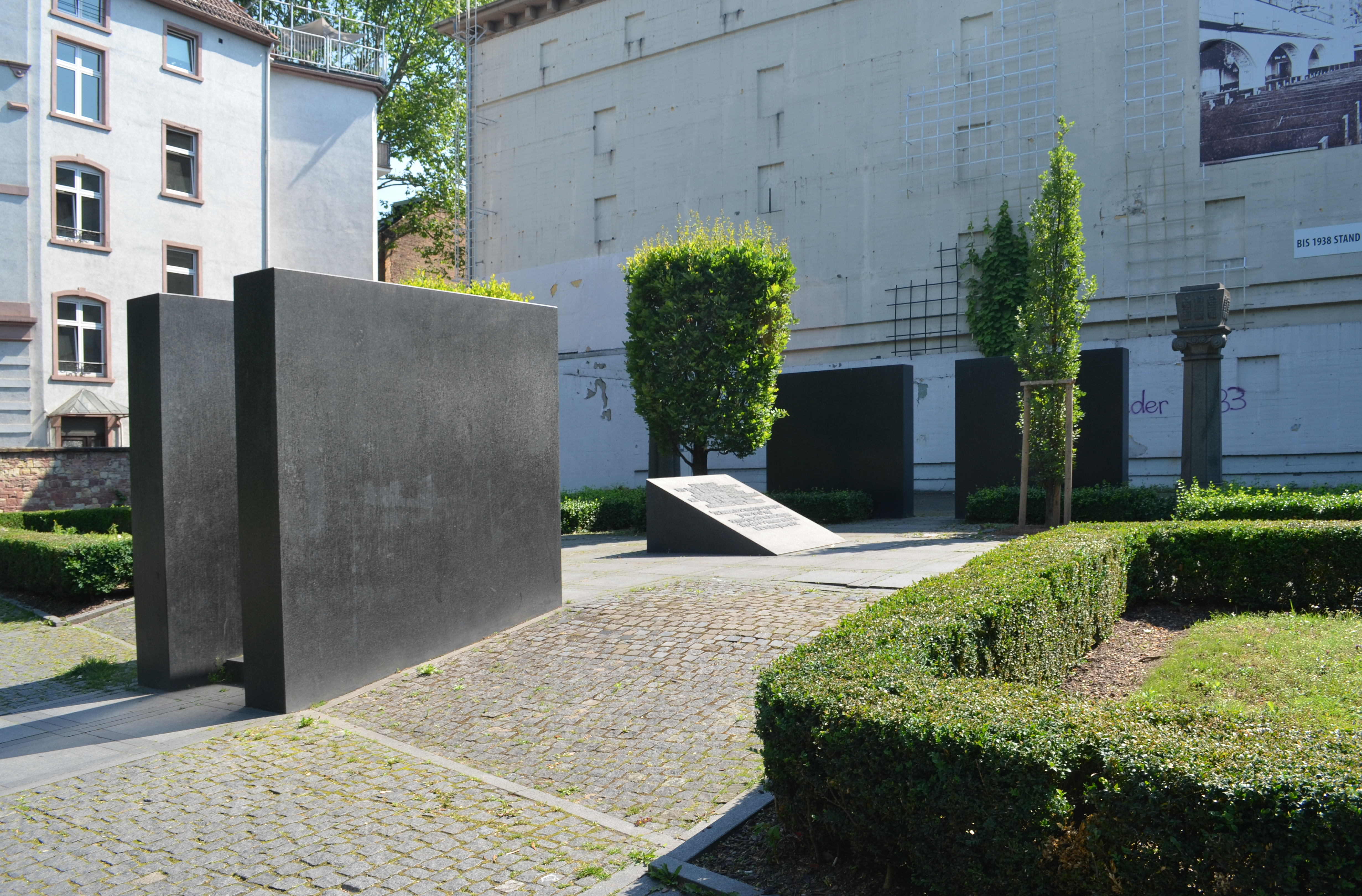
Erinnerungsstätte auf dem Vorplatz
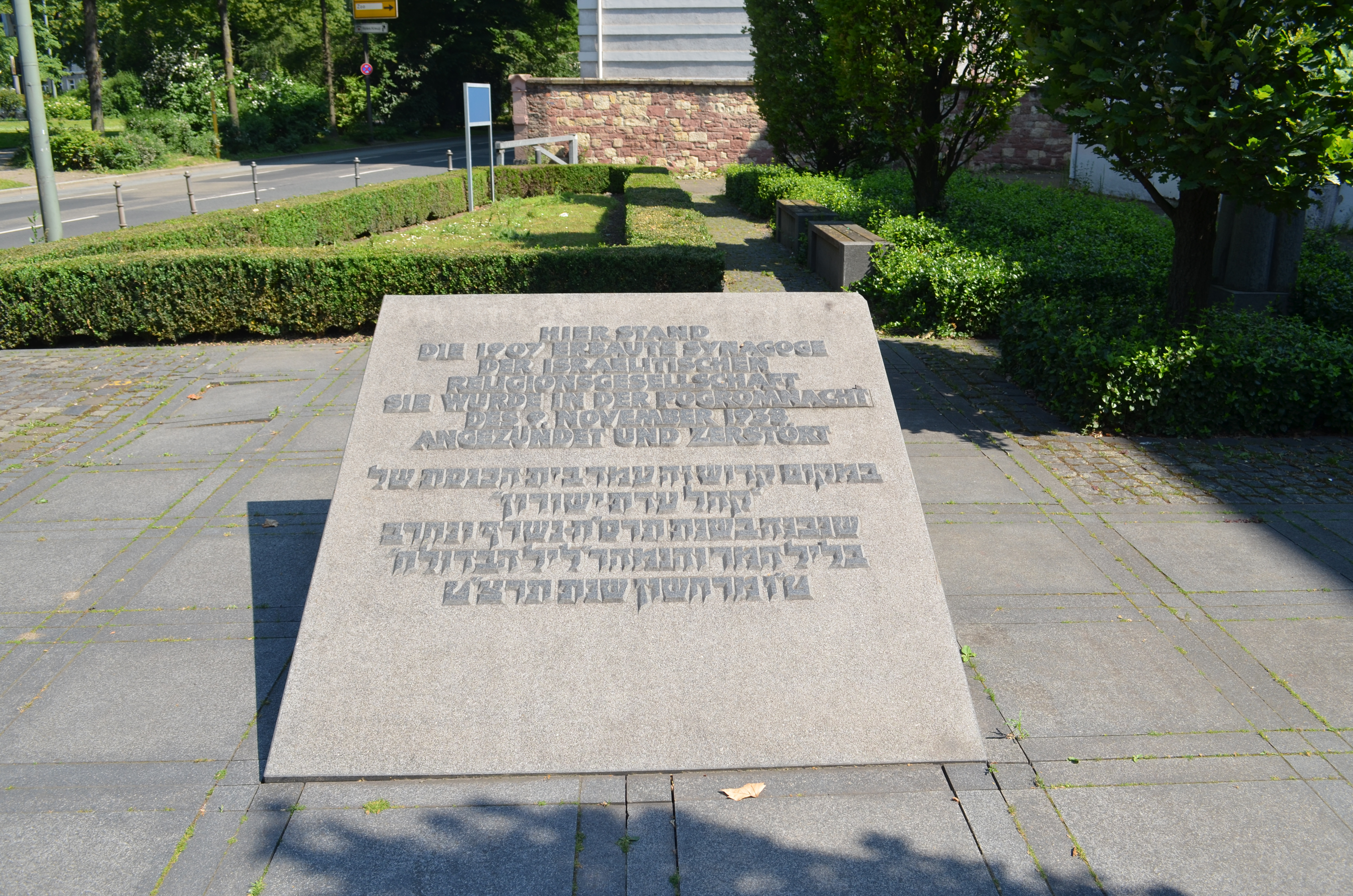
Gedenkstein auf dem Vorplatz

### Initiative 9. November
Seit 2004 betreut die Initiative 9. November den Bunker. Zu ihrem Angebot im Bunker gehören die Dauerausstellung Ostend – Blick in ein Jüdisches Viertel, die zuvor seit 2002 im Jüdischen Museum Frankfurt präsentiert worden war, und weitere Ausstellungen wie beispielsweise Synagogen in Deutschland – eine virtuelle Rekonstruktion.
Die Initiative versteht sich unter anderem als Geschichtswerkstatt, die einen Ort der Erinnerung und der Begegnung anbieten will. Sie setzt sich mit der Frage auseinander, wie angemessene Angebote zur Erinnerung gestaltet werden können. Die Initiative hat eine Reihe von Büchern publiziert.